# أ. س. ريد
أ. س. ريد (بالإنجليزية: A. C. Read)‏ هو لاعب كرة قدم أمريكية أمريكي، ولد في 1869 في Delano, Pennsylvania ‏ في الولايات المتحدة، وتوفي في 17 أغسطس 1916 في بيتسبرغ في الولايات المتحدة.